# Мавзолей Актая
Мавзолей Актая — памятник архитектуры в Казахстане. Расположен в 40 км от автомобильной дороги Жезказган — Кызылорда, в низовьях реки Сарысу, близ Теликоля. Построен в 1928 году из обожженного кирпича. Состоит из двух куполообразных помещении, соединяющихся друг с другом. Большее помещение усыпальницы построено в виде двух поясов. Купол установлен на цилиндрическом барабане. Фасад Мавзолей Актая сделан из обожженного кирпича ромбообразной кладкой. Слева от входа расположена лестница, ведущая на крышу мавзолея и к усыпальнице.